# Guitar Gangsters & Cadillac Blood
Guitar Gangsters & Cadillac Blood è il terzo album della band heavy metal danese Volbeat, distribuito a partire dal 1º settembre 2008 dalla Mascot Records.

## Tracce
1. Intro (End of the Road) (Poulsen, Larsen, Kjølholm & Bredahl) - 1:06
2. Guitar Gangsters & Cadillac Blood (Poulsen, Larsen, Kjølholm & Bredahl) - 3:09
3. Back to Prom (Poulsen, Larsen, Kjølholm & Bredahl) - 1:52
4. Mary Ann's Place (feat. Pernille Rosendahl degli Swan Lee) (Poulsen, Larsen, Kjølholm & Bredahl) - 3:42
5. Hallelujah Goat (Poulsen, Larsen, Kjølholm & Bredahl) - 3:30
6. Maybellene I Hofteholder (Poulsen, Larsen, Kjølholm & Bredahl) - 3:21
7. We (Poulsen, Larsen, Kjølholm & Bredahl) - 3:46
8. Still Counting (Poulsen, Larsen, Kjølholm & Bredahl) - 4:22
9. Light A Way (Poulsen, Larsen, Kjølholm & Bredahl) - 4:42
10. Wild Rover of Hell (Poulsen, Larsen, Kjølholm & Bredahl) - 3:42
11. I'm So Lonesome I Could Cry (tributo a "I'm So Lonesome I Could Cry" di Hank Williams) (Poulsen, Larsen, Kjølholm & Bredahl) - 3:22
12. A Broken Man And The Dawn (Poulsen, Larsen, Kjølholm & Bredahl) - 4:45
13. Find That Soul (Poulsen, Larsen, Kjølholm & Bredahl) - 3:44
14. Making Believe" (Traccia bonus) (Social Distortion cover) - 3:33
15. Rebel Monster (live) (Poulsen, Larsen, Kjølholm & Bredahl) - 3:46
16. Soulweeper 2 (live) (Poulsen, Larsen, Kjølholm & Bredahl) - 4:31

## Formazione
- Michael Poulsen - voce, chitarra
- Thomas Bredahl - chitarra
- Anders Kjølholm - basso
- Jon Larsen - batteria